# Gorka Izagirre
Gorka Izagirre Insausti, auch Gorka Izaguirre, (* 7. Oktober 1987 in Ormaiztegi) ist ein ehemaliger spanischer Radrennfahrer. Er ist der ältere Bruder des Radsportlers Ion Izagirre.

## Sportliche Karriere
Gorka Izagirre begann als Querfeldeinfahrer und wurde im Jahr 2003 spanischer Jugend-Meister in dieser Disziplin. Im Jahr 2008 holte er die Bronzemedaille den nationalen Cyclocross-Meisterschaften der Klasse U23. In den Jahren 2008 und 2009 bestritt er seine ersten internationalen Wettkämpfe auf der Straße, wobei er für die UCI Professional Continental Teams NGC Medical-OTC Industria Porte und Contentpolis-AMPO an den Start ging.
Zur Saison 2010 erhielt Izagirre einen Vertrag beim UCI ProTeam Euskaltel-Euskadi. Bei der Luxemburg-Rundfahrt errang er seinen ersten internationalen Sieg, als er die Schlussetappe für sich entschied. Anschließend gewann er die Prueba Villafranca de Ordizia im Sprint aus einer kleinen Gruppe. In den Jahren 2012 und 2014 konnte er das spanische Eintagesrennen erneut für sich entscheiden. Sein Grand-Tour-Debüt gab er bei der Tour de France 2011, die er auf dem 66. Gesamtrang beendete.
Im Jahr 2014 wurde Izagirre Mitglied im Movistar Team und verhalf seinem Teamkollegen Nairo Quintana zu dessen Gesamtsieg beim Giro d’Italia. Weiters setzte er sich mit seinen Teamkollegen im Mannschaftszeitfahren der Vuelta a España durch. Im Jahr 2017 belegte er im Alter von 29 Jahren den vierten Gesamtrang bei Paris–Nizza, ehe er nach drei Jahren mit der Klasika Primavera de Amorebieta wider ein Rennen gewann. Im Mai folgte sein größter Erfolg, als er in Peschici die 8. Etappe des Giro d’Italia aus einer Ausreißergruppe gewann.
Nach vier Jahren verließ er die Movistar Mannschaft gemeinsam mit seinem jüngeren Bruder Ion und wechselte für eine Saison zum Bahrain Merida Pro Cycling Team. Im Frühjahr stand er als Gesamtdritter auf dem Podium von Paris–Nizza, wobei ihn nur 14 Sekunden von dem siegreichen Spanier Marc Soler trennten. Im Juni wurde er spanischer Meister im Straßenrennen und Vizemeister im Einzelzeitfahren. Bei der Tour de France verpasste er auf der 16. Etappe als Zweiter nur knapp einen Etappensieg, fuhr damit jedoch seine beste Tagesplatzierung bei der Frankreich-Rundfahrt ein.
Bereits nach einer Saison wechselte er erneut das Team und wurde Mitglied im Team Astana Pro Team. Gleich im ersten Rennen für sein neues Team gewann er die Gesamtwertung der Tour de La Provence. Im August verpasste er im Sprint als Vierter nur knapp einen Podestplatz bei der Clásica San Sebastián. Mit dem Team gewann er das Auftaktzeitfahren der Vuelta a España 2019, ehe er den nächsten Einzelerfolg beim Trittico Lombardo 2020 erzielte. Im Jahr 2021 wurde er für das Straßenrennen bei den Olympischen Spielen von Tokio nominiert und belegte als 23. die beste Platzierung der spanischen Nationalmannschaft.
Zur Saison 2022 kehrte Izagirre ins Movistar Team zurück und bestritt zwei weitere Male die Tour de France. Im Jahr 2024 fuhr er seine letzte Saison für das französische UCI WorldTeam Cofidis, ehe er seine Karriere im Alter von 37 Jahren beendete.

## Familie
Gorka Izagirre ist der ältere Bruder des Radsportlers Ion Izagirre, mit dem er viele Jahre gemeinsam im selben Team fuhr. Sein Vater José Ramón Izaguirre war Cyclocrossfahrer und mehrfacher Teilnehmer an den Cyclocross-Weltmeisterschaften. Sein Cousin Jon Ander Insausti war ebenso Radrennfahrer und fuhr in der Saison 2017 für das Bahrain Merida Pro Cycling Team.

## Erfolge

### Straße
2010
- eine Etappe Luxemburg-Rundfahrt
- Prueba Villafranca de Ordizia

2012
- Prueba Villafranca de Ordizia

2014
- Prueba Villafranca de Ordizia
- Mannschaftszeitfahren Vuelta a España

2017
- Klasika Primavera
- eine Etappe Giro d’Italia

2018
- Spanischer Meister – Straßenrennen

2019
- Gesamtwertung Tour La Provence
- Mannschaftszeitfahren Vuelta a España

2020
- Gran Trittico Lombardo

### Cyclocross
2002/03
- Spanischer Jugend-Meister

2019/20
- Abadiñoko Udala Saria

2021/22
- Abadiñoko Udala Saria

## Grand-Tour-Platzierungen
| Grand Tour            | 2011 | 2012 | 2013 | 2014 | 2015 | 2016 | 2017 | 2018 | 2019 | 2020 | 2021 | 2022 | 2023 |
| --------------------- | ---- | ---- | ---- | ---- | ---- | ---- | ---- | ---- | ---- | ---- | ---- | ---- | ---- |
| Giro d’ItaliaGiro     | –    | –    | –    | 83   | –    | –    | 28   | –    | –    | –    | 19   | –    | –    |
| Tour de FranceTour    | 64   | 39   | DNF  | –    | 32   | DNF  | –    | 24   | 42   | 22   | –    | DNF  | 37   |
| Vuelta a EspañaVuelta | –    | –    | –    | 37   | –    | –    | –    | 29   | 53   | 19   | 27   | –    | –    |